# Organização política da Cidade de Buenos Aires
A organização política da Cidade de Buenos Aires consta de três poderes: um Executivo, exercido pelo Chefe de Governo; um Legislativo, exercido pela Legislatura da Cidade de Buenos Aires; e um Judiciário, integrado o Tribunal Superior, o Conselho da Magistratura, o Ministério Público e demais Tribunais da Cidade. As Comunas são unidades de descentralizacão administrativa que começaram a funcionar a partir de 2007, e substituíram aos Centros de Gestão e Participação Comunal.
Existe em Buenos Aires uma grande fragmentação política, que pode-se observar claramente na grande quantidade de blocos na que encontra-se dividida a Legislatura e a grande quantidade de partidos políticos que presentam-se nas eleições. Segundo as últimas eleições, os três partidos políticos mais importantes são Propuesta Republicana (PRO), Afirmación para una República Igualitaria (ARI) e a Frente para la Victoria. O PRO é uma aliança política liderada na cidade por Mauricio Macri e seus maiores exponentes provém dos setores mais conservadores da União Cívica Radical e do Partido Justicialista. Como mudança, os maiores exponentes do ARI provém da União Cívica Radical e diferentes partidos de oposição. A Frente para la Victoria é um partido oficialista, e está composto por integrantes do Justicialismo, portanto é também por diferentes partidos de oposição, como o FREPASO.

## Poder Executivo
Até 1996, quando sancionou-se a Constitução da Cidade de Buenos Aires, a Cidade de Buenos Aires era governada por um prefeito designado como Presidente da Nação, de acordo com o Senado da Nação. Atualmente, o Poder executivo da cidade é exercido por um Chefe de Governo eleito pelo voto popular, cuja duração no cargo é de quatro anos. Disso, vem o Vice-chefe de Governo, o Chefe de Gabinete e os nove ministros a cargo das áreas de:
- Fazenda
- Justiça e Segurança
- Progresso social
- Ambiente e Espaço Público
- Progresso econômico
- Progresso urbano
- Educação
- Saúde
- Cultura

Do Chefe de Governo dependem diretamente três Secretarias: (Secretaria Geral, Legal e Técnica e Imprensa e Difusão). As três Secretarias não tem a mesma importância hierárquica, já que a Secretaria Geral tem categorial ministerial. Este organograma foi trocado durante o governo de Telerman,, já que antigamente existiam 10 Secretarias e 4 subsecretarias.
Existiu na cidade uma tentativa de descentralização de tarefas, dividido em 15 Centros de Gestão e Participação e Comunas (CGPC). Este esquema foi substituído em 2007, em virtude de uma lei recentemente aprovada, pelo sistema de comunas.
O primeiro Chefe de Governo foi Fernando de la Rúa, quem assumiu em seu cargo no dia 6 de agosto de 1996. Durante esas eleições, se realizou a fórmula da União Cívica Radical, integrada por De la Rua e Enrique Olivera, tendo recebido 38,8% dos votos.
Após ser eleito Presidente da Nação, De la Rua renunciou ao seu cargo no dia 9 de dezembro de 1999, sendo substituído durante o resto do mandato pelo Vice-chefe de Governo, Enrique Olivera. Olivera ocupou o cargo até o dia 6 de agosto de 2000, quando asumiu Anibal Ibarra, candidato da Alianza para el Trabajo, la Justicia y la Educación (ALIANZA).
A fórmula Anibal Ibarra-Cecilia Felgueras venceu com  49,4% dos votos, conseguindo o segundo lugar a fórmula Domingo Cavallo-Gustavo Béliz, do partido "Encuentro por la Ciudad", os quais não se apresentaram ao segundo turno. Ibarra conseguiu nas eleições de 14 de setembro de 2003 a reeleição, integrando junto a Jorge Telerman a fórmula do partido "Fuerza Porteña", após impor-se no segundo turno a fórmula de "Compromiso por el Cambio", integrada por Mauricio Macri-Horacio Rodríguez Larreta.
No dia 14 de novembro de 2005, Anibal Ibarra foi suspenso de suas funções quando a Sala Acusadora da Legislatura decidiu iniciar um Juizado Político por sua responsabilidade política na tragédia de Cromañón. O Juizado Político finalizou o processo em 7 de março de 2006, quando a Sala Julgadora da Legislatura decidiu (com 10 votos a favor, 4 contra e 1 abstenção) a destituição do suspenso Chefe de Governo, pelo que foi substituído permanentemente pelo Vice-chefe de Governo, Jorge Telerman.
No ano de 2007, voltaram a realizar-se eleições para eleger o Chefe de Governo. As principais fórmulas eram Mauricio Macri-Gabriela Michetti, Daniel Filmus-Carlos Heller e Jorge Telerman-Enrique Olivera. A eleição se realizou em 3 de junho, e a fórmula ganhadora foi a de Macri-Michetti com 45,62% dos votos, seguida por Filmus-Heller com 23,77% e Telerman-Olivera com 20,70%. Como os ganhadores não alcançaram os 50% requerido pela Constituição da Cidade, foi necessário um segundo turno eleitoral entre as duas fórmulas mais votadas. Esta eleição se realizou no dia 24 de junho e a fórmula Macri-Michetti consolidou a sua vitória ao obter 60,96% dos votos. Desta forma, Mauricio Macri tornou-se o novo Chefe de Governo, asumindo o cargo em 10 de dezembro desse ano.

## Poder Legislativo
A Legislatura da Cidade de Buenos Aires tem a seu cargo o poder legislativo, e está composta por sessenta Deputados elegidos pelo voto popular que durante quatro anos atuam em suas funções.
Os deputados formam também várias comissões, encarregadas de tratar previamente, segunda sua competência, cada projeto da Lei que ingressa para a Legislatura. Atualmente existem na Legislatura as seguintes comissões:
- Assuntos Constitucionais
- Comunicação Social
- Cultura
- Defesa de Consumidores e Usuários
- Direitos Humanos, Garantias e Antidiscriminação
- Progresso Econômico, Mercosul e Políticas de Emprego
- Descentralização e Participação do Cidadão
- Ecologia
- Educação, Ciência e Tecnologia
- Justiça
- Legislação Geral e do Trabalho
- Mulher, Infância, Adolescência e Juventude
- Obras e Serviços Públicos
- Planeamento Urbano
- Políticas de Promoção e Integração Social
- Orçamento, Fazenda, Administração Financeira e Política Tributária
- Proteção e Uso do Espaço Público
- Relações Interjurídicas
- Saúde
- Segurança
- Trânsito e Transporte
- Turismo e Desporto
- Moradia

## Poder Judiciário
O Poder Judiciário está integrado junto ao Tribunal Superior de Justiça, o Conselho da Magistratura, o Ministério Público e os demais Tribunais da Cidade.
O Tribunal Superior de Justiça está composto por cinco juízes designados pelo Chefe de Governo, com acordo das terças partes do total dos legisladores, e só podem ser removidas mediante o Juízo Político. Suas funções, entre outras, são as de declarar a invalidez de uma lei, decreto o qualquer norma de caráter geral, contrárias a Constituição Nacional, intervir nos conflitos entre os Poderes da Cidade, é a instância de apelação nos pleitos em que a Cidade é parte e originariamente tem competência na matéria eleitoral. Com o objetivo de manter certo equilíbrio entre homens e mulheres, o artigo 111º da Constituição da Cidade de Buenos Aires indica expressamente que os integrantes do Tribunal Superior de Justiça não podem ser todos do mesmo sexo.
O Conselho da Magistratura está integrado por nove membros:
- Três elegidos pela Legislatura mediante o voto das três partes.
- Três juízes do Poder Judicial, com exceção dos membros do Tribunal Superior, elegidos pelo voto direto de sus partes. Eles se apresentaram em mais de uma lista, dois membros correspondem a lista da maioria e um da minoria.
- Três advogados com domicílio eleitoral e matriculados na Cidade, elegidos por suas partes. Dois pela lista que obtiveram a maior quantidade de votos e um pela segunda.

Os membros duram em suas funções quatro anos. Entre outras funcionalidades, o Conselho propõe para à Legislatura os candidatos a juízes e ao Ministério Público, exercer funções disciplinárias a respeito aos magistrados, receber as denúncias contra os juízes e decidir a abertura do procedimento de remoção de magistrados.
Os Tribunais da Cidade estão compostos por juízes e juízas propostos pelo Conselho da Magistratura que haviam obtido o voto da maioria absoluta da Legislatura. Se encontram divididos em dois: o Fuero Contencioso, Administrativo e Tributário e o Fuero Contravencional e de Faltas.
O Ministério Público está composto por um Fiscal Geral, um Defensor Geral e um Assessor Geral de Incapazes, que são designados e removidos da mesma forma que os membros do Tribunal Superior e durem sete anos em suas funções. Entre várias funções, é o encarregado de promover a atuação da Justiça em defesa dos interesses da sociedade e dirigir a Polícia Judicial.
O Poder Judicial conta também com um Jurado de Enjuizamento, encarregado da remoção dos juízes. Está integrado por nove membros que durante quatro anos em suas funções, sendo três de elos legisladores, três advogados e três juízes, sendo um membro do Tribunal Superior. São elegidos por sorteio de uma lista de vinte e quatro membros:
- seis juízes elegidos por suas partes.
- dois membros do Tribunal Superior elegidos por eles mesmos.
- oito advogados, elegidos por suas partes.
- oito legisladores, elegidos pelo voto das terças partes da Legislatura.

## Comunas
As comunas são as unidades mínimas de gestão política e administrativa da Cidade, de competência territorial, patrimônio e parte jurídica. Elas foram estabelecidas pela Constituição da Cidade de Buenos Aires em 1996 e foi regulamentada no dia 1 de setembro de 2005 pela Lei 1.777, e a seguir foi disposto por esta lei (logo modificada) no processo de transição para estas instituições devia completar-se antes de 31 de maio de 2007.
Em fevereiro de 2004 se iniciou um processo de debate entre vizinhos da cidade e integrantes de 700 organizações vizinhais, para elaborar um projecto que regule as comunas. Em base às ideias-força dos debates, se elaborou um Documento Síntese que os legisladores se comprometeram a incluir na lei. Com base nisto, e aos 16 projetos de lei que residiam na legislatura, uma comissão criada especialmente elaborou um projeto de consenso.
A Lei de Comunas foi aprovada de forma geral no dia 30 de novembro de 2004 e em 8 de junho de 2005 foram aprovados em forma particular 51 dos artigos. Em 15 de junho se aprovou o artigo referido às vagas femininas das Juntas Comunais, enquanto que todos os artigos restantes e o Anexo I foram aprovados na sessão de 1 de setembro de 2005.
As comunas absorveram as funções dos atuais Centros de Gestão e Participação Comunais (CGPC), e se encarergaram, entre outras funções, da manutenção de espaços verdes e ruas secundárias, e do desenho e execução de políticas sociais e culturais dos bairros. Também tem um corpo de inspetores próprios para o controle de serviços, indústrias e comércios da zona, e tem junto ao Poder Executivo a decisão na planificação e execução de obras públicas nas zonas.
Cada comuna tem seu patrimônio e seu orçamento, que estará estabelecido no Orçamento Anual da cidade. Durante os primeiros dois anos, o orçamento destinado a todas as comunas não poderia superar os 5% do Orçamento de Gastos e Cálculo de Recursos da Cidade.
O governo das Comunas é exercido por uma Junta Comunal, integrada por sete membros. Os membros são elegidos mediante o voto direto dos habitantes, respeitando o regime de representação proporcional, e permanecem em suas funções durante quatro anos. Também deverá criar-se um Conselho Consultivo Comunal, integrado por representantes de entidades habitacionais não-governamentais, partidos políticos e outras formas de organização com interesses e atuação no território da Comuna.
O Anexo I da Ley 1.777 estabelece a divisão em quinze comunas com a seguinte delimitação:
- C1: Retiro, San Nicolás, Puerto Madero, San Telmo, Monserrat e Constitución.
- C2: Recoleta
- C3: San Cristóbal e Balvanera.
- C4: La Boca, Barracas, Parque Patricios e Nueva Pompeya.
- C5: Almagro e Boedo.
- C6: Caballito.
- C7: Flores e Parque Chacabuco.
- C8: Villa Soldati, Villa Riachuelo e Villa Lugano.
- C9: Parque Avellaneda, Liniers e Mataderos.
- C10: Villa Real, Monte Castro, Versalles, Floresta, Vélez Sársfield e Villa Luro.
- C11: Villa Gral. Mitre, Villa Devoto, Villa del Parque e Villa Santa Rita.
- C12: Coghlan, Saavedra, Villa Urquiza e Villa Pueyrredón.
- C13: Belgrano, Núñez e Colegiales.
- C14: Palermo.
- C15: Chacarita, Villa Crespo, La Paternal, Villa Ortúzar, Agronomía e Parque Chas.

## Representantes no Senado da Argentina
Buenos Aires possui três senadores que representam os interesses da Cidade no Senado da Nação Argentina, segundo o disposto na arte. 54 da Constituição Nacional.
| Senadores para a Cidade de Buenos Aires | Senadores para a Cidade de Buenos Aires | Senadores para a Cidade de Buenos Aires          | Senadores para a Cidade de Buenos Aires |
| Senador                                 | Partido                                 | Período de Mandato                               | Bloco atual                             |
| --------------------------------------- | --------------------------------------- | ------------------------------------------------ | --------------------------------------- |
| Daniel Filmus                           | Frente para la Victoria                 | 10 de dezembro de 2007 até 9 de dezembro de 2013 | Frente para la Victoria                 |
| Samuel Cabanchik                        | Coalición Cívica                        | 10 de dezembro de 2007 até 9 de dezembro de 2013 | Coalición Cívica                        |
| María Eugenia Estenssoro                | Coalición Cívica                        | 10 de dezembro de 2007 até 9 de dezembro de 2013 | Coalición Cívica                        |

## Eleições
Tanto o Chefe de Governo como o Vice-chefe de Governo são elegidos em forma conjunta, numa mesma fórmula. Para resultar em eleitos, a fórmula deve obter a maioria absoluta dos votos, com exceção dos votos em branco e os votos nulos. Se nenhuma das fórmulas obter a maioria absoluta dos votos, deve convocar-se um segundo turno eleitoral (dentro dos trinta dias a partir da eleição) entre as duas fórmulas mais votadas.
A Legislatura se renova por metades a cada dos anos, e seus deputados são elegidos mediante o Método d'Hondt.
A Cidade de Buenos Aires se encontra dividida em 28 seções eleitorais:
| - 1 Vélez Sársfield - 2 San Cristóbal Sud - 3 Santa Lucía - 4 San Juan Evangelista - 5 Flores - 6 San Carlos Sud - 7 San Carlos Norte - 8 San Cristóbal Norte - 9 Balvanera Oeste - 10 Balvanera Sud | - 11 Balvanera Norte - 12 Concepción - 13 Monserrat - 14 San Nicolás - 15 San Bernardo - 16 Belgrano - 17 Palermo - 18 Las Heras - 19 Pilar | - 20 Socorro - 21 San Vicente de Paul - 23 Cristo Obrero - 22 Villa Lugano - 24 Versalles - 25 San Luis Gonzága - 26 San José - 27 Nuestra Senora del Carmen - 28 Saavedra |